# Cyclommatus alagari
Cyclommatus alagari is een keversoort uit de familie vliegende herten (Lucanidae). De wetenschappelijke naam van de soort is voor het eerst geldig gepubliceerd in 1968 door De Lisle.